# 제임스 골웨이

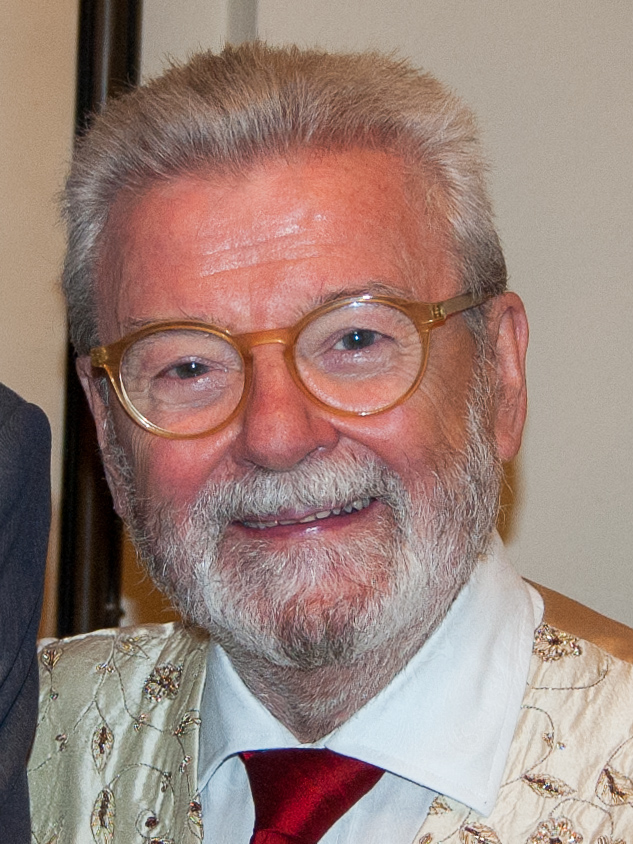

제임스 골웨이 OBE (James Galway, 1939년 12월 8일 ~ )는 아일랜드의 플루트 연주자이다 플루트 연주자로서 국제적인 경력을 쌓았다. 2005년에는 클래식 브릿 어워드에서 음악에 대한 탁월한 공헌으로 브릿 어워드를 수상했다.

## 어린 시절
골웨이는 노스 벨파스트의 타이거스 베이 지역에서 두 형제 중 하나로 태어났다. 플루트를 연주했던 그의 아버지 는 제2차 세계대전이 끝날 때까지 할랜드 앤드 울프 조선소에서 일했으며 전후에는 야간 근무로 버스 청소를 했으며, 피아니스트인 어머니는 아마 방적 공장에서 와인더로 일했다. 밀. 장로교인으로 자랐고 플루트 밴드의 전통과 악기를 연주하는 많은 친구 및 가족들에게 둘러싸여 있던 그는 아홉 살에 삼촌에게 플루트를 배웠고 그의 파이프와 드럼 군단에 합류했다. 열한 살에 골웨이는 주니어, 시니어, 오픈 벨파스트 플루트 챔피언십에서 하루 만에 우승했다. 그의 첫 번째 악기는 5키 아일랜드 플루트였으며 12~13세에 Boehm 악기를 받았다. 그는 열네 살에 학교를 그만두고 피아노 수리공의 견습생으로 2년 동안 일했다.

## 교육 및 경력
그는 이후 존 프랜시스(John Francis) 밑에서 왕립 음대(Royal College of Music)에서 플루트를, 제프리 길버트(Geoffrey Gilbert) 밑에서 길드홀 음대(Guildhall School of Music)에서 플루트를 공부했다. 그 다음 그는 Gaston Crunelle 아래 파리 음악원에서 간략하게 공부했다. 파리에 있는 동안 그는 유명한 프랑스 플루트 연주자 장-피에르 랑팔에게 자신의 연주에 대한 조언을 요청했지만 이미 플룻 연주에 너무 능숙해서 랑팔이나 음악원에서 레슨을 받을 필요가 없다고 느꼈다. 그는 파리를 떠나 런던 의 Sadler's Wells Opera에서 첫 오케스트라 플루트 연주 일을 시작했다.
그는 오케스트라 연주자로 15년을 보냈다. Sadler's Wells 외에도 그는 코벤트 가든 오페라, 런던 심포니 오케스트라 및 로열 필하모닉 오케스트라와 협연했다. 그는 헤르베르트 폰 카라얀(Herbert von Karajan) 의 베를린 필하모닉 오케스트라 오디션을 보았고 1969년부터 1975년까지 오케스트라에서 수석 플루트를 지냈다. 카라얀의 놀라움과 실망에 대해, 약간의 의견 차이가 있은 후 골웨이는 솔로 경력을 추구하기 위해 떠나기로 결정했다.

골웨이는 여전히 정기적으로 연주하며 세계에서 가장 유명한 플루트 연주자 중 한 명이다. 그의 녹음은 3천만 부 이상 팔렸다.
1990년 그는 로저 워터스의 초청을 받아 포츠담 광장에서 열린 The Wall – Live in Berlin 콘서트 ; 그는 핑크 플로이드의 노래 " Goodbye Blue Sky "와 " Is There Anybody Out There? "를 연주했다. . 골웨이는 하워드 쇼어(Howard Shore)가 작곡한 피터 잭슨(Peter Jackson )의 반지의 제왕 영화 3부작 의 사운드트랙 을 녹음하는 아카데미 상을 수상한 앙상블을 위해 공연했다. 2008년 6월, 그는 Liza Minnelli, BB King 과 함께 Hollywood Bowl 명예의 전당에 헌액되었다.
그는 나가하라 플루트와 일부 무라마츠 플루트를 연주한다. Conn-Selmer는 자신의 플루트 라인인 "Galway Spirit Flute"를 생산한다.
골웨이는 젊은 플루트 연주자를 지원하는 글로벌 자선 단체인 Flutewise의 회장이며 Liz Goodwin이 운영한다. 2003년 그는 Julian Lloyd Webber, Evelyn Glennie, Michael Kamen과 함께 음악 교육 컨소시엄을 구성하여 영국 정부가 학교에서 더 나은 음악 교육을 제공하도록 압력을 가했다. 그는 영국 자선단체인 National Foundation for Youth Music의 대사이다. 그는 국제 전문 음악 동호회 인 Delta Omicron 의 국가 후원자이다.
2013년 12월, 골웨이는 모든 연령대의 플루트를 처음 배우는 학생들을 위한 온라인 인터랙티브 시리즈인 First Flute를 출시했다.
그는 2014년 그라모폰 평생 공로상을 수상했다.